# Huangdu (köpinghuvudort i Kina, Guizhou Sheng, lat 28,40, long 107,74)
Huangdu (kinesiska: 黄都, 黄都镇) är en köpinghuvudort i Kina. Den ligger i provinsen Guizhou, i den sydvästra delen av landet, omkring 220 kilometer nordost om provinshuvudstaden Guiyang. Antalet invånare är 21 930. Befolkningen består av 10 783 kvinnor och 11 147 män. Barn under 15 år utgör 27,0 %, vuxna 15-64 år 61 %, och äldre över 65 år 10,0 %.